# Robert d'Arbrissel
Pour les articles homonymes, voir Robert.
Robert d’Arbrissel, né vers 1047 dans le village d’Arbrissel (Ille-et-Vilaine) dans le diocèse de Rennes en Bretagne et mort au prieuré d'Orsan (Cher), probablement autour de 1117, est un ermite et moine breton. Il est connu pour avoir fondé en 1101 l'abbaye de Fontevraud qui demeure l'un des établissements religieux le plus important de la règle monastique en Europe mais il n'en sera pas l'abbé car il poursuivra sa vie d'itinérance.
Prêcheur itinérant, reconnu par le pape Urbain II, il suit une pratique érémitique extrême. Il est le fondateur des abbayes de Fontevraud et de la Roë et de l'ordre de Fontevraud.
Ses exigences spirituelles et sa conduite lui créeront des difficultés pendant toute sa vie et bloqueront les tentatives de canonisation au XVIIe siècle. Les historiens contemporains se disputent encore sur le sens de son action, le décrivant tour à tour comme un précurseur du féminisme, un défenseur des pauvres, un réformateur exigeant. Il est commémoré le 25 février selon le Martyrologe romain.

## Biographie

### Origine familiale et formation
Robert serait né vers 1055-1060 au village de La Bussardière, près d'Arbrissel ou vers 1045 en Arbrissel,. Son père était un prêtre nommé Damalioch et le nom de sa mère était Orguende.
Robert, dont la date d'ordination est inconnue, aurait succédé à son père dans la charge de recteur d’Arbrissel et aurait comme lui vécu avec une femme (le premier concile du Latran de 1123 devra encore rappeler que le mariage et le concubinage des prêtres sont interdits, rappel rendu nécessaire par la persistance de certains a pratiquer une vie de couple ).
Compromis dans l’élection jugée irrégulière de Sylvestre de la Guerche comme évêque de Rennes en 1076 puis déposé en 1078, il s’exile à Paris[réf. nécessaire].
Il y suit des enseignements théologiques, peut-être d'Anselme de Laon. Il y est reçu docteur en théologie et devient un ardent partisan de la réforme grégorienne, promue par le pape Grégoire VII.

### Réformateur du diocèse de Rennes
Son évêque, Sylvestre de la Guerche, rétabli sur son siège en 1089, l'appelle auprès de lui pour le seconder dans son effort de moralisation du clergé breton et lui confère les dignités d'archiprêtre et d'official. Dans ce nouveau rôle, il devient un exigeant opposant à la simonie, l'incontinence et les autres vices de son clergé.
Après avoir travaillé pendant quatre ans à l'extirpation de ces désordres, Robert se voit exposé, avec la mort de l'évêque en 1093, au ressentiment des ecclésiastiques qu'il a humiliés. Marbode, successeur de La Guerche, qui apparemment n'aime pas autant que celui-ci les réformateurs, le laisse partir pour Angers, où il va enseigner la théologie. Il s'y lie avec Geoffroy, abbé de Vendôme qui apprécie ses qualités intellectuelles et religieuses.

### Vie érémitique et fondation de l'abbaye de La Roë
Vers 1095, Robert d'Arbrissel fait siens les principes de pauvreté prônés par Grégoire VII et attire les foules par de fougueuses prédications. Cédant à son goût pour la vie solitaire, il va vivre en ermite dans la forêt de Craon, en Anjou, à proximité de la Bretagne.
L'évêque d'Angers, Geoffroy de Mayenne, le reçoit en audience avec Renaud Ier de Craon, fils de Robert le Bourguignon, seigneur de Craon, et ses fils. C'est là qu'a lieu la concession de sept masures dans la forêt où les chanoines peuvent s'établir.
Il est bientôt entouré d'une foule d'anachorètes attirés par la renommée de ses vertus et de la sainte austérité de sa vie. D'ermites, ils deviennent cénobites sous la direction de leur chef, qui leur donne la règle des chanoines réguliers récemment réformée et refondue par Yves de Chartres.
« Dans cette retraite, la terre nue fut son lit, un cilice très rude lui couvrait le corps ; il renonça pour toujours au vin, aux viandes délicates et presque au sommeil... On vit bientôt arriver dans ce désert une infinité de personnes attirées par la réputation d'une vie si simple et si extraordinaire ; et Robert leur prêcha la pénitence, avec des discours si animés que la plupart demeurèrent avec lui et tachèrent d'imiter les austérités dont il donnait l'exemple ».
Sa réputation de sainteté se répand et de nombreux clercs et laïcs le rejoignent, ce qui conduit à créer des logements qui deviennent l’Abbaye de la Roë. Il les partage en trois colonies, se charge d'en gouverner une, et confie les autres à Vital de Savigny et Raoul de La Futaie. À Craon il rencontre également d'autres ermites de la région comme saint Alleaume ou Bernard de Tiron.

### Le prêcheur
Le 11 février 1096, le pape Urbain II, qui a lancé, un an auparavant, l’appel à la première croisade, est à Angers, accompagné de nombreux prélats, Hugues de Die, archevêque de Lyon, Amat d’Oloron, archevêque de Bordeaux, Yves de Chartres, évêque de Chartres, Hoël, évêque du Mans, et des plus nobles seigneurs de la région.
Robert d'Arbrissel est aussi présent dans cette assemblée. Il a prêché la veille devant le pape à la consécration de l'église Saint-Nicolas d'Angers. Urbain II apprécie tellement ses sermons qu'il lui confère le titre de prédicateur apostolique, avec la permission de prêcher per universum mundum.
En 1100, Robert assiste au concile de Poitiers en compagnie de Bernard de Tiron.

### Fondation de l'abbaye et de l'ordre de Fontevraud
En 1096, Robert d'Arbrissel reçoit du pape Urbain II en visite à Angers, une mission de prédication. Devenu prédicateur itinérant, Robert d'Arbrissel se voit bientôt suivi par une foule nombreuse, d'hommes et de femmes de différentes classes sociales. « Sa parole avait la suavité du miel, un charme divin sortait de ses lèvres et captivait les âmes ». Séduits, ses auditeurs se mirent à le suivre en grand nombre dans ses pérégrinations.
Il s'installe entre 1099 et 1101, avec l'aide de Pierre II, évêque de Poitiers, dans un vallon nommé Fons Ebraudi et y fonde avec ses disciples une maison mixte, rompant avec les règles du monachisme ordinaire. En période de réforme grégorienne, l'attitude de Robert lui attire les foudres de la hiérarchie religieuse : la cohabitation d'hommes et de femmes dans un même lieu passe mal, et Robert scandalise quand il dort au milieu des femmes. Cette proximité entre les sexes voulue par Robert s'explique par la pratique par l'ermite du syneisaktisme, pratique ascétique qui consiste en la cohabitation chaste de personnes de sexe différent afin de surmonter les tentations charnelles.
Il commence à organiser la vie communautaire en fixant son groupe. Les fondations du monastère sont entreprises aussitôt. Le premier protecteur est le seigneur de Montsoreau, dont le château est tout proche. Le rayonnement du fondateur, apparaissant comme un féministe avant la lettre, y attire de nombreuses femmes nobles. Ermengarde d'Anjou est un des premiers membres de la famille comtale angevine à prendre l'abbaye en considération. Fille de Foulque le Réchin, elle fait ratifier par son frère, Foulque V, ses dons à l'abbaye de Fontevraud. Elle s'y retire vers 1112 et ne quitte l'abbaye qu'en 1118.
Il s'agit d'un monastère double et non mixte, c'est-à-dire que Robert s'engage à ce qu'à aucun moment il n'y ait de contact entre un moine et une moniale. Il répartit ses adeptes en quatre lieux distincts : le Grand-Moustier avec les contemplatives, des moniales de chœur, Sainte-Marie Madeleine avec des sœurs converses, des femmes ayant vécu dans le siècle, Saint-Jean-l'Habit pour les moines et Saint-Lazare pour les sœurs qui soigneront les lépreux qui seront, eux, hébergés à l'extérieur. Les contemplatives se consacrent à l'office divin (prières) les sœurs converses et les moines au travail à leur profit (seuls les moines pourront dire la messe).
La fondation rencontre un grand succès. On atteindra très vite 300 moniales de chœur. Cependant, Robert, qui dirige l'ensemble mais sans prendre le titre d'abbé, continue de fréquenter les différents lieux du monastère et notamment, s'entretient en privé avec les femmes. Il pratique à ces occasions le syneisaktisme, pratique ascétique que lui reproche dans sa lettre Geoffroy, abbé de la Trinité de Vendôme, vers 1106-1107,.

### Retour à la prédication
Lorsqu'il croit que son établissement peut se passer de lui, il reprend son premier emploi de prédicateur itinérant, parcourt la France, exhortant les riches à la charité, les pauvres à l'humilité, les femmes à la continence, et les hommes à l'amour de Dieu.
On le voit à Chartres, Toulouse, Rouen, Poitiers, Blois, Périgueux, etc. Il assiste, en 1104, au concile de Beaugency, et prend place parmi les prélats. L'évêque de Poitiers est si satisfait de sa doctrine et des lois qu'il donne à ses disciples, qu'il sollicite auprès du Saint-Siège les bulles de confirmation ; et, en les délivrant, le pape Pascal II déclare qu'il prend cet ordre sous sa protection spéciale.

### Dernières missions
En 1115, sentant sa fin proche, Robert d'Arbrissel fixe les statuts de Fontevraud avec les moniales. Il convoque les évêques et les abbés afin de pouvoir faire nommer et reconnaître la nomination d'une abbesse à la tête de l'abbaye. La décision est avalisée et la même année est nommée une jeune femme d'origine noble, Pétronille de Chemillé.
La même année, il fait donner à son ami Géraud de Salles, les terres pour fonder l'abbaye de Cadouin, en présence du duc d'Anjou Foulque V et de personnalités angevines et poitevines.
Il a passé le Noël de cette année au prieuré fontevriste de Haute-Bruyère près de Paris.
C'est au milieu de ses travaux apostoliques que Robert tombe malade ; il est obligé de s'arrêter au prieuré d'Orsan, diocèse de Bourges dans le Berry. Il y meurt le 25 février 1116 ou 1117 selon les sources, léguant son cœur à Orsan et son corps à Fontevraud.
L'archevêque de Bourges, son clergé, la noblesse des environs et une foule de laïcs, accompagnent son corps jusqu'à l'abbaye de Fontevraud, où on lui fait des obsèques solennelles. Lui qui avait demandé à être inhumé dans la boue du cimetière commun fut enterré près du Maître-autel de l'Église abbatiale de Fontevraud, un lieu peu propice à la dévotion populaire.
Le 20 octobre 1847, ses restes furent remis à la communauté des Dames fontevristes de Chemillé. (Archives de Maine-et-Loire, 1 Y 79)

## Postérité
Il est rare qu'une congrégation religieuse se retienne d'honorer celui qui fut son fondateur. C'est pourtant ce que fit l'ordre de Fontevraud avec Robert d'Arbrissel. Après sa mort, sa mémoire fut maintenue dans un oubli intentionnel.
Dans la cathédrale de Rennes, la fresque du diocèse de Rennes de la Procession des saints de Bretagne peintes entre 1871 et 1876 par Alphonse Le Hénaff est l'une de ses rares représentations. Une rue est nommée en son honneur à Rennes au XXe siècle.

### Tombeau et épitaphe

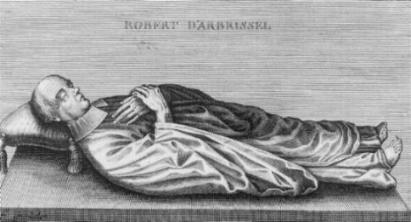
Gravure du XVIII, évoquant le gisant disparu de Robert d'Arbrissel à l'abbaye de Fontevraud.

En 1655, Jeanne-Baptiste de Bourbon, abbesse de Fontevraud, fille légitimée d'Henri IV et de Charlotte des Essarts, comtesse de Romorantin, sœur naturelle de Louis XIII, dernière abbesse de la famille des Bourbon, fit placer les restes de Robert dans un superbe tombeau de marbre, sur lequel on lisait l'épitaphe qu'Hildebert, évêque du Mans, avait faite en son honneur, et dont voici quelques vers :
Attrivit lorica latus, sitis arida fauces,

Dura fames stomachum, lumina cura vigil.

Indulsit raro requiem sibi, rarius escam.

Guttura pascebat gramine, corda Deo.

Legibus est subjecta caro dominae rationis ;

Et sapor unus eis, sed sapor ille Deus.
L'œuvre est du sculpteur Gervais I Delabarre, poursuivi par Pierre Biardeau.

### Tentatives de canonisation
Ses audaces dérangèrent et bloquèrent sa canonisation. Il est tout de même fêté avec le titre de « bienheureux » le 25 février.